# Cucut esquirol de Mèxic
El cucut esquirol de Mèxic (Piaya mexicana) és una espècie d'ocell de la família dels cucúlids (Cuculidae) que sovint és considerat una subespècie de Piaya cayana. Habita boscos i zones de matollar de l'oest de Mèxic, des de Sonora fins Oaxaca.
És una espècie monotípica que ha estat separada del cucut esquirol comú, després de treballs com ara el de Navarro-Sigüenza i Peterson (2003).